# Prîiutne, Huleaipole
Prîiutne (în ucraineană Приютне) este localitatea de reședință a comunei Prîiutne din raionul Huleaipole, regiunea Zaporijjea, Ucraina.

## Demografie
Componența lingvistică a localității Prîiutne
     Ucraineană (94,11%)
     Rusă (5,89%)
Conform recensământului din 2001, majoritatea populației localității Prîiutne era vorbitoare de ucraineană (94,11%), existând în minoritate și vorbitori de rusă (5,89%).